# 10,5-cm-Turmkanone
Die 10,5-cm-Turmkanone L52 ist eine in einen Panzerturm fest eingebaute 10,5-cm-Kanone 39 der Schweizer Armee. Diese Festungsgeschütze wurden mit der Aufgabe der Artillerie-Werke Mitte der 1990er Jahre ausser Dienst gestellt.

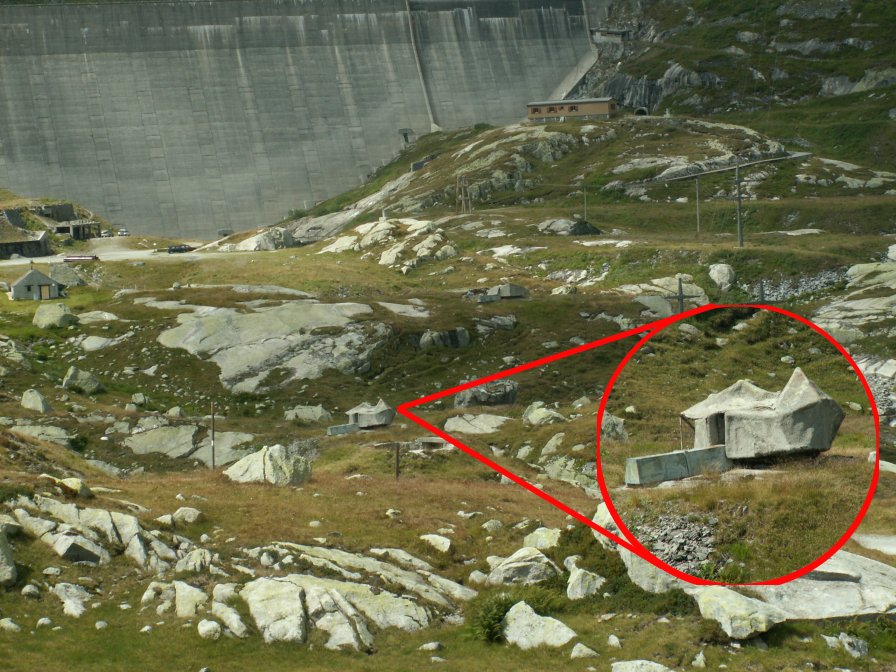
Getarnter Panzerturm mit eingebauter Turmkanone, AW San Carlo

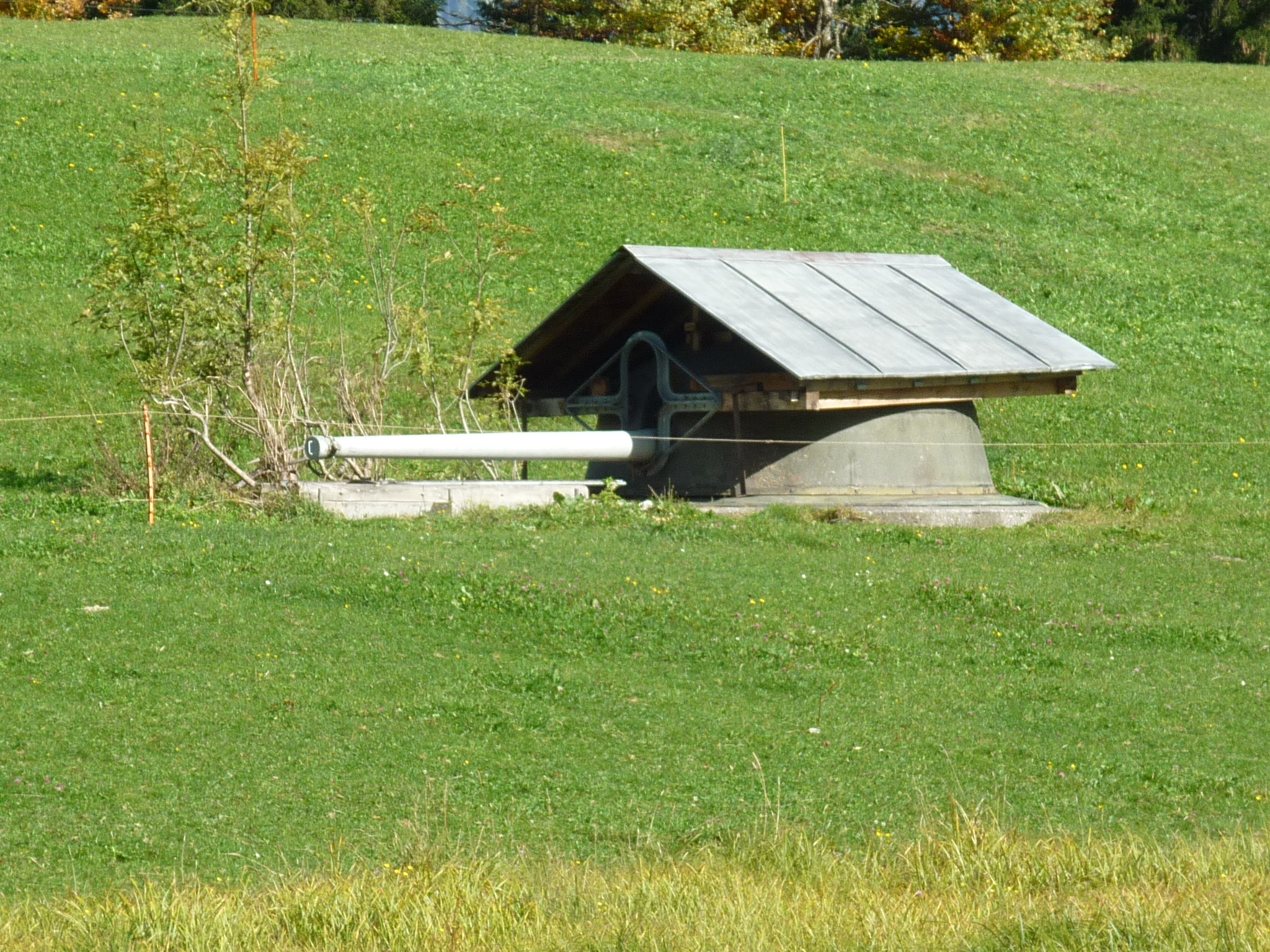
Teilweise enttarnter Panzerturm 10,5 cm

## Bestückung der Artilleriewerke mit den 10,5 cm Panzerturmkanonen 39 L52
Insgesamt wurden 22 Panzertürme 10,5 cm hergestellt und in den Festungsgebieten St. Maurice, Gotthard und Sargans aufgrund der taktischen Dringlichkeit in den Jahren 1939 bis 1943 eingebaut:
St. Maurice
- 2 PzT Dailly – Les Planaux

Gotthard
- 1 PzT Airolo – Foppa Grande
- 2 PzT Gotthard – San Carlo
- 3 PzT Andermatt – Gütsch
- 4 PzT Furka – Fuchsegg

Sargans
- 3 PzT Magletsch
- 3 PzT Kastels
- 4 PzT Furggels

## Der Panzerturm

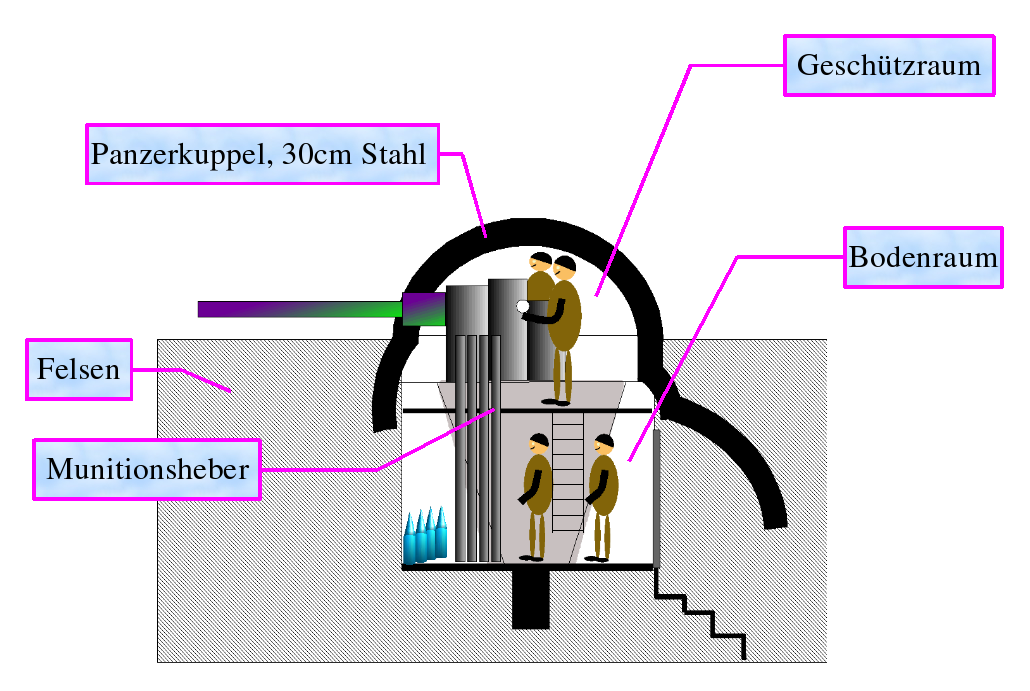
Skizze eines 10,5-cm-Panzerturmgeschützes

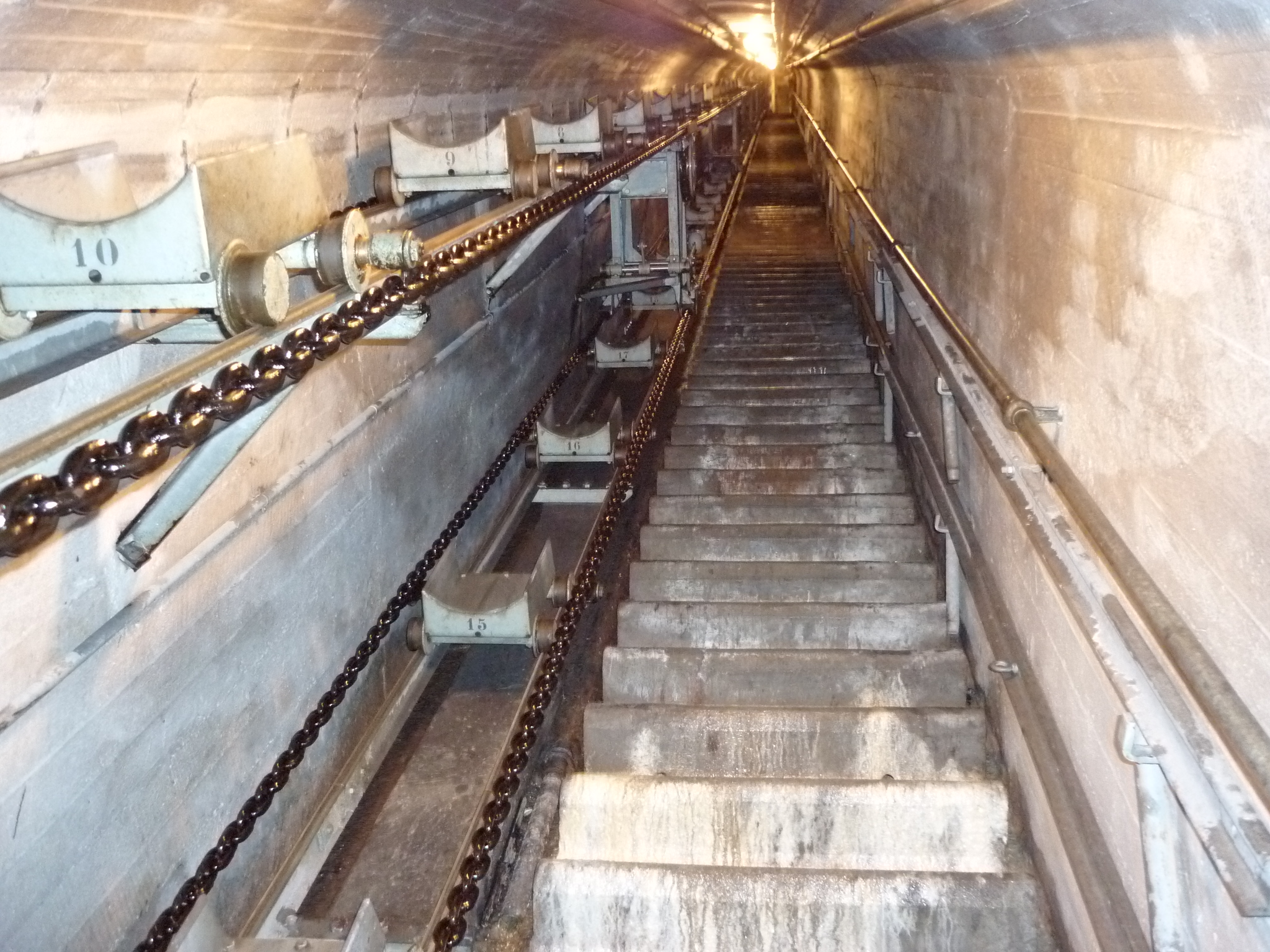
Treppe zum Panzerturm mit Paternoster-Munitionsaufzug

Der Panzerturm wird durch einen Zwischenboden in zwei Räume geteilt, in den Geschützraum oben und den Bodenraum unten. Der Aufstieg zum Panzerturm führt in der Regel über eine Treppe, die mehrere hundert Stufen lang sein kann. Neben der Treppe verläuft ein Paternoster, über welchen die Munition vom Munitionsmagazin zum Bodenraum des Panzerturms transportiert wird. Durch den Aufstiegstollen führen auch die Leitungen für Pressluft, Telefon, Frischluft und Strom.
Im Bodenraum des Panzerturms befinden sich entlang der Wandung ein Munitionsgestell für 20 Geschosse und Hülsen sowie sechs Ladungsbüchsen. An der Wandung befinden sich fünf Zapfen, an welchen die Gelenkstange mit den Anschlüssen für den oberen Teil des Turmes angeschlossen wird. Die Gelenkstange verhindert das Ausreissen der Kabel beim Drehen des Turmes. Das Umhängen muss von Hand ausgeführt werden.

## Hauptteile
- Rohr mit Bodenstück und Verschluss
- Wiege mit Rücklaufbremse und Vorholer
- Lafette
- Richtvorrichtung

### Technische Angaben
- Rohr: Kaliber 10,5 cm (Rohrlänge L52; 52 × 10,5 cm = 5,46 m), Drall: rechtsgängig, konstant
- Verschluss: Horizontalkeilverschluss
- Rücklaufbremse: hydraulisch
- Vorholer: Federvorholer
- Rücklauf: Länge konstant, maximal zulässig bis 280 mm
- Lafette: Kastenlafette mit aufgesetzter Panzerkuppel
- Gewicht des drehbaren Teils: 50 Tonnen
- Stahlstärke der Panzerkuppel: 35 cm
- Schusskadenz: 6–8 Schuss/Minute

### Richtfeld

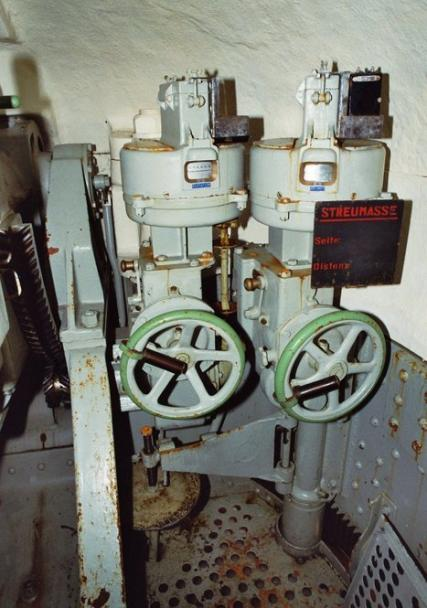
Richtanzeige der Turmkanone

- Seitenrichtfeld (Azimut) 6400 Artilleriepromille
- Höhenrichtfeld (Elevation) 0 bis 785 Radiuspromille

### Die Richtvorrichtung
- Seitenrichttrommel
- Höhenrichttrommel

## Die automatische Ladevorrichtung
Die automatische Ladevorrichtung diente zum Ansetzen der Geschosse in jeder Elevation.
Bestandteile der Ladevorrichtung
- Druckluftanlage
  - Zwillings-Kompressorgruppe
  - Druckkessel
  - Speicherkessel
  - Pressluftflasche (als Druckreserve)
  - Haupt- und Steuerschalter
  - Leitungssystem mit verschiedenen Druckreduzierventilen
- Ladevorrichtung
  - Laderohr
  - Rohrparallele Zylinder mit Kolben und Stange
  - Ladehebel mit Steuerkurve

## Die Geschützbedienung
- 1 Geschützführer (Uof) ist verantwortlich für:
  - den Geschützstand,
  - vorschriftsmäßige Behandlung der Munition,
  - Schussbereitschaft des Geschützes,
  - Befolgung der Vorschriften betreffend Kohlenmonoxid,
  - genaue Abnahme und Weiterleitung der Kommandos und Meldungen,
  - Berechnung von Fächer und Streuung.
- 1 Richter ist verantwortlich für:
  - Einstellen des Azimutes (Seite),
  - Einstellen der Elevation (Höhe),
  - die Auslösung des Schusses durch das Kommando FEUER.
- 1 Verschlusswart ist verantwortlich für:
  - die Schussabgabe,
  - die Anzahl der verschossenen Schüsse,
  - den freien Rohrrücklauf,
  - die Messung des Rücklaufes nach dem ersten Schuss jeder Serie,
  - die Bedienung der Ausblasvorrichtung.
- 1 Lader ist verantwortlich für:
  - das Laden der Granaten und der Hülsen,
  - den freien Ausschuss,
  - die Rohrfreiheit.
- 1 Tempierer ist verantwortlich für:
  - die Verwendung der kommandierten Zünder,
  - das Einstellen der Tempierung.
- 2 Munitionswarte sind verantwortlich für:
  - die kommandierte Ladung,
  - den Rückschub der Munition.
- 1 Zuträgerchef
- 3 Zuträger sind verantwortlich für:
  - die Bereitstellung der Munition aus den Munitionsmagazinen,
  - die Aufbereitung der verschossenen Hülsen.

## Die Munition
Mit der Stahlgranate (15,15 kg) wurde eine maximale Schussweite von 18 km erreicht. Mit der Spitzgranate (14,3 kg) eine solche von 22 km. Es wurde folgende Munition verschossen:
- Stahlgranate
- Spitzgranate
- Nebelgranate
- Rauchgranate
- Übungsgranate
- Beleuchtungsgeschoss (sehr selten!)

## Zünder
- Momentan-Zeitzünder MZZ
  - Dieser Zünder detonierte beim Aufprall auf dem Boden oder nach der eingestellten Zeit in der Luft.
- Momentan-Verzögerungszünder MVZ
  - Dieser Zünder detonierte beim Aufprall auf dem Boden oder, wenn so eingestellt, erst nach dem Eindringen in den Boden.